# Porucznik Rżewski
Porucznik Dmitrij Rżewski (ros. Поручик Дмитрий Ржевский) – postać fikcyjna, huzar, bohater wielu dowcipów i zazwyczaj frywolnych anegdot radzieckiego bądź rosyjskiego pochodzenia.

Bierze swój rodowód od bohatera komedii Eldara Riazanowa Huzarska ballada (1962), opierającej się częściowo na utworze Aleksandra Gładkowa Dawno, dawno temu... (1940).
Zawadiaka, kochanek Nataszy Rostowej. Dowcipy z jego udziałem osadzone są w realiach carskiej Rosji i często wplatane w wydarzenia związane z treścią powieści "Wojna i pokój". Pijak i utracjusz, korzystający z życia do ostatniego tchu, wywodzący się z rodziny arystokratycznej, o której wspomina wielokrotnie podczas ubolewania nad brakiem pamiątek rodowych do przepicia. Kochanek niewybredny, obdarzony nadzwyczaj potężnym przyrodzeniem. Postać tragiczna - zakochany w Nataszy nie ożenił się z nią, bowiem wyszła za mąż za Pierre'a Bezuchowa, Rżewskiemu przypadła rola przyjaciela domu.
W Rosji faktycznie istniała rodzina Rżewskich, pochodzących od legendarnego księcia Ruryka, która utraciła tytuł książęcy w XIV wieku. Odnotowano także istnienie kapitana Rżewskiego, od nazwiska którego swoją nazwę wzięła dzielnica Petersburga - Rżewka. Toponim ten zachował się także w nazwie stacji kolejowej «Ржевка-Пороховые».